# Marcellaz-Albanais
Marcellaz-Albanais és un municipi francès situat al departament de l'Alta Savoia i a la regió d'Alvèrnia-Roine-Alps. L'any 2007 tenia 1.687 habitants.

## Demografia

### Població
El 2007 la població de fet de Marcellaz-Albanais era de 1.687 persones. Hi havia 571 famílies de les quals 74 eren unipersonals (33 homes vivint sols i 41 dones vivint soles), 149 parelles sense fills, 323 parelles amb fills i 25 famílies monoparentals amb fills.
La població ha evolucionat segons el següent gràfic:
Habitants censats

### Habitatges
El 2007 hi havia 641 habitatges, 583 eren l'habitatge principal de la família, 28 eren segones residències i 29 estaven desocupats. 594 eren cases i 47 eren apartaments. Dels 583 habitatges principals, 523 estaven ocupats pels seus propietaris, 48 estaven llogats i ocupats pels llogaters i 12 estaven cedits a títol gratuït; 1 tenia una cambra, 20 en tenien dues, 60 en tenien tres, 139 en tenien quatre i 364 en tenien cinc o més. 532 habitatges disposaven pel capbaix d'una plaça de pàrquing. A 163 habitatges hi havia un automòbil i a 406 n'hi havia dos o més.

### Piràmide de població
La piràmide de població per edats i sexe el 2009 era:
| Homes | Edats   | Dones |
| ----- | ------- | ----- |
| 0     | 95 o +  | 0     |
| 1     | 90 a 94 | 2     |
| 1     | 85 a 89 | 5     |
| 2     | 80 a 84 | 7     |
| 12    | 75 a 79 | 10    |
| 18    | 70 a 74 | 6     |
| 18    | 65 a 69 | 22    |
| 18    | 60 a 64 | 23    |
| 35    | 55 a 59 | 32    |
| 74    | 50 a 54 | 59    |
| 65    | 45 a 49 | 57    |
| 66    | 40 a 44 | 67    |
| 53    | 35 a 39 | 59    |
| 46    | 30 a 34 | 41    |
| 33    | 25 a 29 | 27    |
| 22    | 20 a 24 | 29    |
| 53    | 15 a 19 | 66    |
| 53    | 10 a 14 | 47    |
| 68    | 5 a 9   | 57    |
| 26    | 0 a 4   | 35    |

## Economia
El 2007 la població en edat de treballar era de 1.163 persones, 907 eren actives i 256 eren inactives. De les 907 persones actives 857 estaven ocupades (465 homes i 392 dones) i 51 estaven aturades (23 homes i 28 dones). De les 256 persones inactives 84 estaven jubilades, 114 estaven estudiant i 58 estaven classificades com a «altres inactius».

### Ingressos
El 2009 a Marcellaz-Albanais hi havia 612 unitats fiscals que integraven 1.763,5 persones, la mediana anual d'ingressos fiscals per persona era de 21.033 €.

### Activitats econòmiques
Dels 72 establiments que hi havia el 2007, 1 era d'una empresa alimentària, 1 d'una empresa de fabricació de material elèctric, 1 d'una empresa de fabricació d'altres productes industrials, 25 d'empreses de construcció, 9 d'empreses de comerç i reparació d'automòbils, 6 d'empreses de transport, 3 d'empreses d'hostatgeria i restauració, 1 d'una empresa d'informació i comunicació, 2 d'empreses immobiliàries, 9 d'empreses de serveis, 7 d'entitats de l'administració pública i 7 d'empreses classificades com a «altres activitats de serveis».
Dels 23 establiments de servei als particulars que hi havia el 2009, 1 era un taller de reparació d'automòbils i de material agrícola, 3 paletes, 9 guixaires pintors, 1 fusteria, 2 lampisteries, 1 electricista, 2 empreses de construcció, 1 perruqueria, 1 restaurant, 1 agència immobiliària i 1 saló de bellesa.
Dels 2 establiments comercials que hi havia el 2009, 1 era una llibreria i 1 una botiga d'equipament de la llar.
L'any 2000 a Marcellaz-Albanais hi havia 34 explotacions agrícoles que ocupaven un total de 820 hectàrees.

## Equipaments sanitaris i escolars
El 2009 hi havia 2 escoles elementals.

## Poblacions més properes
El següent diagrama mostra les poblacions més properes.